# L'Aleixar
L'Aleixar est une commune de la comarque du Baix Camp dans la province de Tarragone en Catalogne (Espagne).